# Lijst van rijksmonumenten in Leens
De plaats Leens telt 19 inschrijvingen in het rijksmonumentenregister. Hieronder een overzicht. 
| Object                                             | Oorspronkelijke functie? | Bouwjaar                                                                                         | Architect                                                           | Locatie                   | Coördinaten?                  | Nr.?   | Afbeelding                                |
| -------------------------------------------------- | ------------------------ | ------------------------------------------------------------------------------------------------ | ------------------------------------------------------------------- | ------------------------- | ----------------------------- | ------ | ----------------------------------------- |
| Veltingheem                                        | Boerderij                | 1856                                                                                             |                                                                     | Grijssloot 1              | 53° 22' 27" NB, 6° 22' 35" OL | 23997  | Meer afbeeldingen                         |
| Voorm. smederij Westerhof                          | Werk-woonhuis            | ca. 1900                                                                                         |                                                                     | Zr. A. Westerhofstraat 3  | 53° 21' 37" NB, 6° 22' 25" OL | 23998  | Smederij Voorm. smederij Westerhof        |
| Hervormde pastorie                                 | Kerkelijke dienstwoning  | ca. 1870                                                                                         |                                                                     | Zr. A. Westerhofstraat 15 | 53° 21' 34" NB, 6° 22' 25" OL | 23999  | Meer afbeeldingen                         |
| Hervormde kerk (Petruskerk)                        | Kerk en kerkonderdeel    | ca. 1100 (schip) ca. 1200 (koor, dwarspand) 13e eeuw (toren) 1863 (herb. toren) 1948-'52 (rest.) |                                                                     | Zr. A. Westerhofstraat 8  | 53° 21' 34" NB, 6° 22' 28" OL | 24000  | Meer afbeeldingen                         |
| Tuinsterheerd                                      | Boerderij                | 1867                                                                                             |                                                                     | Wierde 33                 | 53° 21' 34" NB, 6° 23' 39" OL | 24001  | Meer afbeeldingen                         |
| Gereformeerde kerk, orgel                          | Vanwege onderdelen kerk  | 1840 1846 (verb.) 1888 (plaatsing op huidige locatie) 1985 (rest.)                               | D. Ypma H. Wardorff (1846) Leichel (1888) Bakker en Timmenga (1985) | Valge 22                  | 53° 21' 40" NB, 6° 22' 48" OL | 477378 | Meer afbeeldingen                         |
| Woonhuis (schipperswoning)                         | Woonhuis                 | 1772 (voorhuis) 1850-1900 (achterhuis) 1985-'86 (rest.)                                          |                                                                     | Zr. A. Westerhofstraat 47 | 53° 21' 28" NB, 6° 22' 28" OL | 508037 | Meer afbeeldingen                         |
| Rolpaal aan het Hunsingokanaal                     | Scheepshulpmiddel        | ca. 1880                                                                                         |                                                                     | bij Leenstertillen 2      | 53° 21' 7" NB, 6° 20' 45" OL  | 509495 | Rolpaal aan het Hunsingokanaal            |
| Rentenierswoning met aangebouwd koetshuis          | Woonhuis                 | 1912 1969 (verb. koetshuis)                                                                      | T. Reitsema                                                         | Wierde 31                 | 53° 21' 36" NB, 6° 23' 26" OL | 509497 | Rentenierswoning met aangebouwd koetshuis |
| Rentenierswoning                                   | Woonhuis                 | 1910 1930-1939 (garage)                                                                          | K. en G. Hoekzema                                                   | Valge 2                   | 53° 21' 38" NB, 6° 22' 38" OL | 509498 | Rentenierswoning                          |
| Rentenierswoning                                   | Woonhuis                 | 1928-'30 1956 (verb.)                                                                            | W. Reitsema                                                         | Hoofdstraat 1             | 53° 21' 38" NB, 6° 22' 36" OL | 509500 | Rentenierswoning                          |
| Oosterhouw                                         | Werk-woonhuis            | 1868 1905 (verb.)                                                                                |                                                                     | Hoofdstraat 35            | 53° 21' 40" NB, 6° 22' 6" OL  | 509504 | Meer afbeeldingen                         |
| Woonhuis met aangebouwd achterhuis annex koetshuis | Woonhuis                 | 1912                                                                                             | P.M.A. Huurman                                                      | Hoofdstraat 33            | 53° 21' 41" NB, 6° 22' 10" OL | 509509 | Meer afbeeldingen                         |
| Rentenierswoning                                   | Woonhuis                 | voor 1875 ca. 1895 (huidige vorm)                                                                |                                                                     | Wierde 2                  | 53° 21' 40" NB, 6° 23' 1" OL  | 526151 | Meer afbeeldingen                         |
| Verhildersum: hoofdgebouw                          | Kasteel, buitenplaats    | oorspr. 14e eeuw 1681 (verb.) na 1786 (verb.) na 1821 (verb.) 1957 (verb.)                       |                                                                     | Wierde 40                 | 53° 21' 45" NB, 6° 23' 35" OL | 515593 | Meer afbeeldingen                         |
| Verhildersum: parkaanleg                           | Tuin, park en plantsoen  | 18e eeuw                                                                                         |                                                                     | Wierde bij 40             | 53° 21' 42" NB, 6° 23' 30" OL | 515594 | Meer afbeeldingen                         |
| Verhildersum: brug                                 | Tuin, park en plantsoen  | 19e eeuw (vorm)                                                                                  |                                                                     | Wierde bij 40             | 53° 21' 42" NB, 6° 23' 30" OL | 515595 | Meer afbeeldingen                         |
| Verhildersum: duiventil                            | Tuin, park en plantsoen  | 19e eeuw                                                                                         |                                                                     | Wierde bij 40             | 53° 21' 42" NB, 6° 23' 30" OL | 515596 | Meer afbeeldingen                         |
| Verhildersum: zonnewijzersokkel                    | Tuin, park en plantsoen  | 18e eeuw                                                                                         |                                                                     | Wierde bij 40             | 53° 21' 42" NB, 6° 23' 30" OL | 515597 | Meer afbeeldingen                         |